# Stanisław Ożóg
Stanisław Ożóg (Sokołów Małopolski; 27 de Maio de 1953 — ) é um político da Polónia. Ele foi eleito para a Sejm em 25 de Setembro de 2005 com 16922 votos em 23 no distrito de Rzeszów, candidato pelas listas do partido Prawo i Sprawiedliwość.